# DeMarre Carroll
DeMarre LaEdrick Carroll (Birmingham, Alabama, 27 de julio de 1986) es un exjugador de baloncesto estadounidense que disputó 11 temporadas en la NBA. Con 1,98 metros de altura, jugaba en la posición de alero. Desde su retirada trabaja como técnico asistente.

## Trayectoria deportiva

### Universidad
Comenzó jugando en las filas de los Commodores de la Universidad Vanderbilt, donde tras una primera temporada con pocos minutos de juego, al año siguiente se convirtió en una pieza importante del equipo, promediando 10,9 puntos y 6,4 rebotes, siendo titular en la mitad de los partidos. Su mejor encuentro lo jugó ante Kentucky Wildcats, consiguiendo 22 puntos y 12 rebotes.
Pero al término de su segunda temporada decidió irse a jugar a los Tigers de la Universidad de Misuri, ya que su tío Mike Anderson iba a ejercer de entrenador en aquella universidad. Tras pasar la preceptiva temporada sin competir, promedió 13,0 puntos y 6,7 rebotes por partido, líder de su equipo en este último aspecto, a pesar de competir casi todo el año con una lesión en la rodilla. Su tope de anotación lo logró ante Iowa State, consiguiendo 26 puntos a los que añadió 8 rebotes saliendo desde el banquillo.
En su última temporada lideró a su equipo en puntos y rebotes, con 16,6 y 7,2 respectivamente, siendo elegido en el mejor quinteto de la Big 12 Conference. Su actuación más destacada esa temporada fue el doble-doble que le asestó a USC Trojans, con 29 puntos y 11 rebotes.

#### Estadísticas
| Temporada | Equipo     | P       | PTS     | REB     | AST     | ROB     | TAP     | %TC     | %3P     | %TL     | MIN     | PER     |
| --------- | ---------- | ------- | ------- | ------- | ------- | ------- | ------- | ------- | ------- | ------- | ------- | ------- |
| 2004-05   | Vanderbilt | 34      | 4.0     | 3.8     | 0.7     | 0.6     | 0.1     | .500    | .278    | .429    | 15.6    | 0.6     |
| 2005-06   | Vanderbilt | 30      | 10.8    | 6.4     | 2.0     | 1.2     | 0.4     | .511    | .176    | .605    | 29.1    | 1.8     |
| 2006-07   | No jugó    | No jugó | No jugó | No jugó | No jugó | No jugó | No jugó | No jugó | No jugó | No jugó | No jugó | No jugó |
| 2007-08   | Missouri   | 32      | 13.0    | 6.7     | 1.3     | 1.1     | 0.7     | .536    | .176    | .656    | 25.3    | 1.5     |
| 2008-09   | Missouri   | 38      | 16.6    | 7.2     | 2.2     | 1.6     | 0.7     | .558    | .364    | .634    | 28.0    | 1.5     |
| Total     | Total      | 134     | 11.6    | 6.0     | 1.5     | 1.1     | 0.4     | .526    | .248    | .571    | 24.5    | 1.3     |

### Profesional

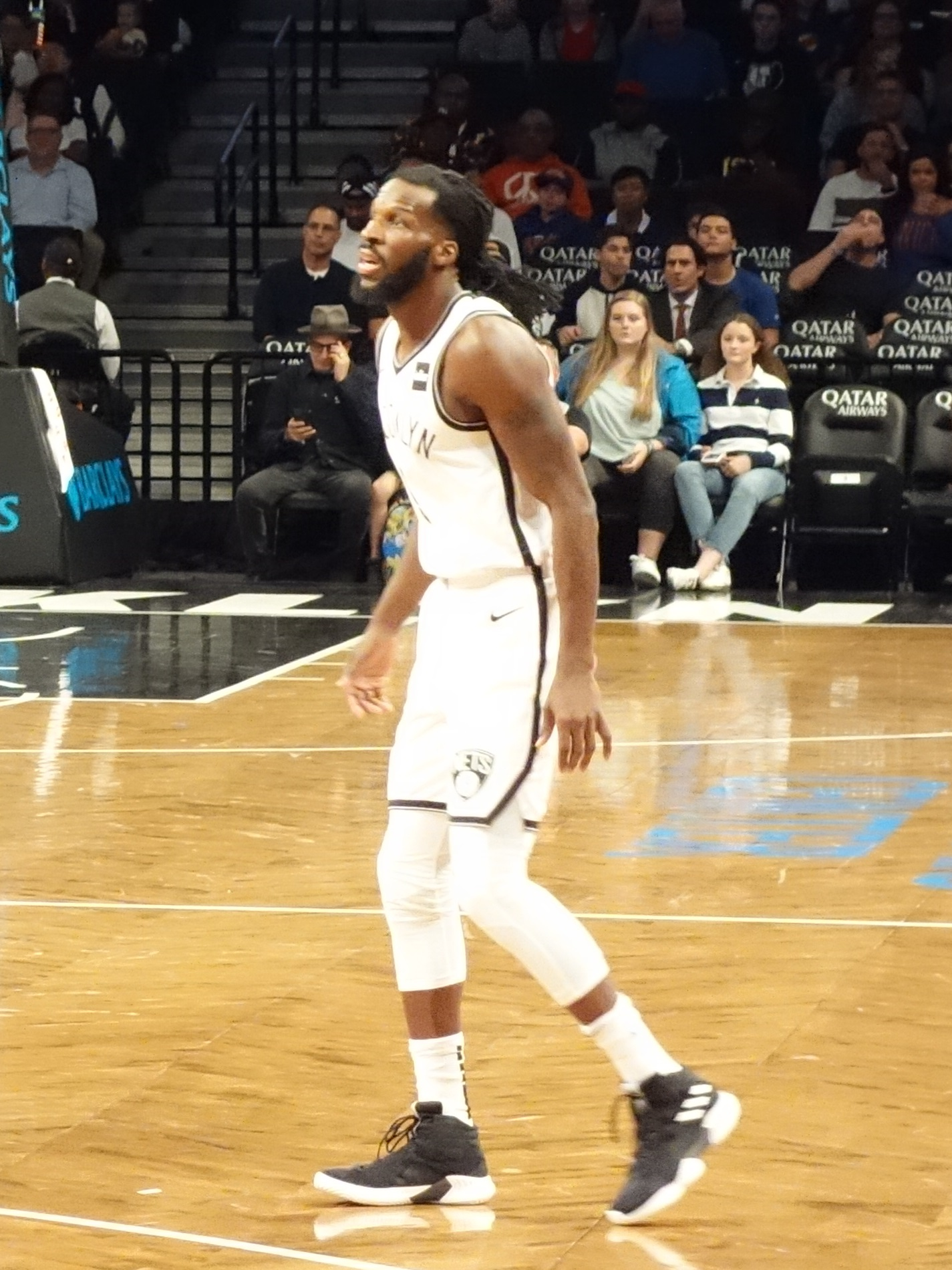
Carroll con Brooklyn Nets en 2018.

Fue elegido en la vigésimo séptima posición del Draft de la NBA de 2009 por Memphis Grizzlies, con los que en la disputó la Liga de Verano. Fichó por el equipo en julio de 2009, haciéndose un hueco en la lista definitiva del equipo.
En 2011 sus derechos fueron adquiridos por Denver Nuggets. Tras ser despedido por los Nuggets, Carroll fichó por Utah Jazz en febrero de 2012.
El 3 de agosto de 2013, Carroll firmó con los Atlanta Hawks. Luego de tener una fantástica temporada 2014-15 con los Atlanta Hawks, siendo candidato al Mejor Defensor de la NBA, es contratado por los Toronto Raptors el 9 de julio de 2015, firmando un contrato de $60 millones y 4 años con Toronto Raptors.
El 13 de julio de 2017, Carroll fue traspasado, junto a dos rondas de draft a Brooklyn Nets a cambio de Justin Hamilton.
El 30 de junio de 2019, Carroll firma un contrato de $13 millones y 2 años con San Antonio Spurs. Tras ser cortado por los Spurs después de 15 encuentros, el 21 de febrero de 2020 firma con Houston Rockets hasta final de temporada.

### Retirada y entrenador
En agosto de 2022 se une al cuerpo técnico de los Milwaukee Bucks, como asistente técnico de Mike Budenholzer.
En julio de 2023 se anuncia su incorporación como asistente al cuerpo técnico de Los Angeles Lakers.
En julio de 2024 s eune al cuepo técnico de Kenny Atkinson en los Cleveland Cavaliers.

## Estadísticas de su carrera en la NBA

### Temporada regular
| Año     | Equipo      | PJ  | PT  | MPP  | %TC   | %3P  | %TL   | RPP | APP | ROB | TPP | PPP  |
| ------- | ----------- | --- | --- | ---- | ----- | ---- | ----- | --- | --- | --- | --- | ---- |
| 2009-10 | Memphis     | 71  | 1   | 11.2 | .396  | .000 | .623  | 2.1 | .5  | .4  | .1  | 2.9  |
| 2010-11 | Memphis     | 7   | 0   | 5.6  | .444  | .000 | 1.000 | 1.1 | .3  | .1  | .1  | 1.4  |
| 2010-11 | Houston     | 5   | 0   | 2.2  | .000  | .000 | .000  | .0  | .4  | .0  | .0  | .0   |
| 2011-12 | Denver      | 4   | 0   | 5.3  | 1.000 | .000 | .000  | .8  | .8  | .0  | .0  | 3.0  |
| 2011-12 | Utah        | 20  | 9   | 16.4 | .374  | .368 | .875  | 2.5 | .8  | .6  | .1  | 4.8  |
| 2012-13 | Utah        | 66  | 12  | 16.8 | .460  | .286 | .765  | 2.8 | .9  | .9  | .4  | 6.0  |
| 2013-14 | Atlanta     | 73  | 73  | 32.1 | .470  | .362 | .773  | 5.5 | 1.8 | 1.5 | .3  | 11.1 |
| 2014-15 | Atlanta     | 70  | 69  | 31.3 | .487  | .395 | .702  | 5.3 | 1.7 | 1.3 | .2  | 12.6 |
| 2015-16 | Toronto     | 26  | 22  | 30.2 | .389  | .390 | .600  | 4.7 | 1.0 | 1.7 | .2  | 11.0 |
| 2016-17 | Toronto     | 72  | 72  | 26.1 | .401  | .341 | .761  | 3.8 | 1.0 | 1.1 | .4  | 8.9  |
| 2017-18 | Brooklyn    | 73  | 73  | 29.9 | .414  | .371 | .764  | 6.6 | 2.0 | .8  | .4  | 13.5 |
| 2018-19 | Brooklyn    | 67  | 8   | 25.4 | .395  | .342 | .760  | 5.2 | 1.3 | .5  | .1  | 11.1 |
| 2019-20 | San Antonio | 15  | 0   | 9.0  | .310  | .231 | .600  | 2.1 | .7  | .1  | .1  | 2.2  |
| 2019-20 | Houston     | 9   | 0   | 17.2 | .432  | .250 | .773  | 2.7 | 1.6 | .7  | .3  | 6.0  |
| Total   | Total       | 578 | 339 | 23.7 | .430  | .358 | .741  | 4.2 | 1.3 | .9  | .3  | 8.9  |

### Playoffs
| Año   | Equipo   | PJ | PT | MPP  | %TC  | %3P  | %TL   | RPP | APP | ROB | TPP | PPP |
| ----- | -------- | -- | -- | ---- | ---- | ---- | ----- | --- | --- | --- | --- | --- |
| 2012  | Utah     | 4  | 0  | 18.3 | .474 | .200 | .000  | 3.8 | .8  | .5  | .3  | 4.8 |
| 2014  | Atlanta  | 7  | 7  | 35.1 | .469 | .409 | .636  | 4.9 | 1.6 | .7  | .4  | 8.9 |
| 2016  | Toronto  | 20 | 19 | 29.8 | .390 | .328 | .750  | 4.1 | .9  | .9  | .4  | 8.9 |
| 2017  | Toronto  | 10 | 7  | 15.5 | .405 | .318 | .556  | 2.7 | .5  | .8  | .5  | 4.2 |
| 2019  | Brooklyn | 3  | 3  | 27.0 | .280 | .313 | 1.000 | 3.7 | .7  | 1.3 | .0  | 7.7 |
| 2020  | Houston  | 3  | 0  | 3.0  | .500 | .000 | .000  | 1.5 | .5  | .0  | .0  | 1.0 |
| Total | Total    | 64 | 52 | 27.4 | .426 | .353 | .752  | 4.3 | 1.1 | .9  | .3  | 8.9 |